# I'm with You (Vance Joy)
I'm with You è un singolo del cantautore australiano Vance Joy, pubblicato il 21 settembre 2018 come sesto estratto dal secondo album in studio Nation of Two.

## Video musicale
Il video musicale, diretto da Mimi Cave, è stato reso disponibile il 22 ottobre 2018.

## Tracce
Testi e musiche di Vance Joy e Simone Felipe.
Download digitale – Single Edit
1. I'm with You (Single Edit) – 3:41

## Formazione
Musicisti
- Vance Joy – voce, chitarra acustica, mellotron
- Dave Baron – sintetizzatore

Produzione
- Simone Felipe – produzione
- Edwin White – co-produzione
- Ryan Hewitt – ingegneria del suono, missaggio
- Pete Hanlon – assistenza all'ingegneria del suono
- Joe Laporta – mastering

## Classifiche
| Classifica (2018) | Posizione massima |
| ----------------- | ----------------- |
| Australia         | 97                |